# Чивере
Чиве́ре (англ. Chiwere) — традиційна громада у складі дистрикту Дова Центрального регіону Малаві.
Населення — 105708 осіб (2018).